# Ізохоричний процес
Ізохори́чний або ізохо́рний проце́с (від грец. isos — рівний, та грец. chora — простір, зайняте місце) — це термодинамічний процес, який відбувається при сталому об'ємі. У газах та рідинах здійснюється дуже просто. Для цього досить нагрівати (охолоджувати) речовину у посудині, яка не змінює свого об'єму.
При ізохоричному процесі тиск ідеального газу прямопропорційний його температурі. Закон Шарля:
{\displaystyle {\frac {p}{T}}={\text{const}}},
де Т — термодинамічна температура; p — тиск газу.
У реальних газах закон Шарля не виконується тому, що частина теплоти, яку отримує система, витрачається на збільшення енергії взаємодії частинок.
На графіках зображується лініями, які називаються ізохорами. Для ідеального газу вони є прямими у всіх діаграмах, які пов'язують параметри T (температура), V (об'єм) і p (тиск).

## Внутрішня енергія та кількість теплоти при ізохоричному процесі
З визначення роботи слідує, що зміна роботи при ізохоричному процесі дорівнює:
{\displaystyle dA=pdV\,}
Щоб визначити повну роботу процесу проінтегруємо даний вираз. Оскільки об'єм сталий, то:
{\displaystyle \int _{0}^{A}dA=\int _{V_{1}}^{V_{1}}pdV},
Але такий інтеграл дорівнює нулю. Отже, при ізохоричному процесі газ роботи не виконує:
{\displaystyle A=0\,}.
Графічно довести це набагато простіше. З математичної точки зору, робота процесу — це площа під графіком. Але графік ізохоричного процесу є перпендикулярним до осі абсцис. Таким чином, площа під ним дорівнює нулю.
Зміна внутрішньої енергії ідеального газу може бути знайдена за формулою:
{\displaystyle \Delta U={\frac {i}{2}}\nu R\Delta T\,},
де і — число ступенів вільності, яке залежить від кількості атомів у молекулі (3 для одноатомної (наприклад, водень), 5 для двоатомної (наприклад, кисень) і 6 для триатомної і більше (наприклад, молекула водяної пари)).
З визначення та формули теплоємності, формулу для внутрішньої енергії можна переписати у вигляді:
{\displaystyle \Delta U=\nu c_{v}^{\mu }\Delta T\,},
де {\displaystyle c_{v}^{\mu }} — молярна теплоємність при сталому об'ємі.
Застосуваши перше начало термодинаміки можна знайти кількість теплоти при ізохоричному процесі:
{\displaystyle Q=\Delta U+A\,}
Але при ізохоричному процесі газ не виконує роботу. Тобто, має місце рівність:
{\displaystyle Q=\Delta U=\nu c_{v}^{\mu }\Delta T\,},
тобто вся теплота, яку отримує газ йде на зміну його внутрішньої енергії.

## Ентропія ізохоричного процесу
Оскільки у системі при ізохоричному процесі відбувається теплообмін із зовнішнім середовищем, то відбувається зміна ентропії. З визначення ентропії випливає:
{\displaystyle dS={dQ \over T}}
Вище вже було виведено формулу для визначення кількості теплоти. Перепишемо її у диференціальному вигляді:
{\displaystyle dQ=\nu c_{v}^{\mu }dT\,},
де ν — кількість речовини, {\displaystyle c_{v}^{\mu }} — молярна теплоємність при сталому об'ємі.
Отже, мікроскопічна зміна ентропії при ізохоричному процесі може бути визначена за формулою:
{\displaystyle dS={\nu c_{v}^{\mu }dT \over T}\,}
Або, якщо проінтегруємо останній вираз, повна зміна ентропії після проходження процесу:
{\displaystyle \int _{S_{1}}^{S_{2}}dS=\nu \int _{T_{1}}^{T_{2}}{c_{v}^{\mu }dT \over T}\Rightarrow \Delta S=\nu \int _{T_{1}}^{T_{2}}{c_{v}^{\mu }dT \over T}\,}
У цьому випадку виносити вираз молярної теплоємності при сталому об'ємі за знак інтегралу не можна, оскільки вона є функцією, яка залежить від температури.

## Використана література
- Сивухин Д. В. «Общий курс физики». — Издание 3-е, исправленное и дополненное. — М.: Наука, 1990. — Т. II. Термодинамика и молекулярная физика. — 592 с. — ISBN 5-02-014187-9
- Ландау Л. Д., Лившиц Е. М. (1976). «Теоретическая физика». т. V. Статистическая физика. Часть 1., Москва: Наука.